# جون ميرفي (معلق رياضي)
جون ميرفي (بالإنجليزية: John Murphy)‏ هو معلق رياضي أمريكي، ولد في 14 مارس 1955.